# 巴士海峽

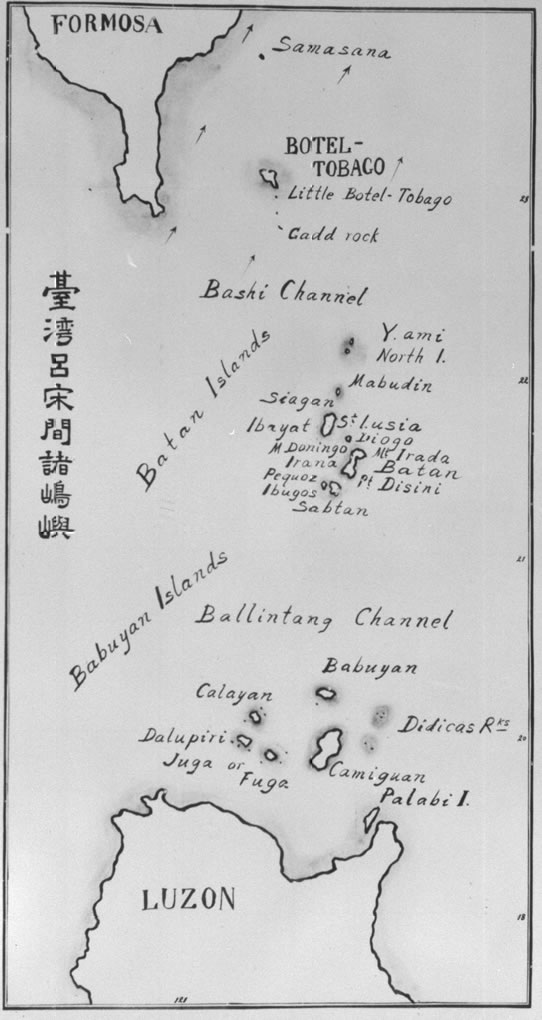
呂宋海峽地圖，北段即為巴士海峽

21°18′N 121°00′E / 21.3°N 121°E
巴士海峽（英語：Bashi Channel）是位處臺灣本島與巴丹群島之間（台灣南邊）、銜接菲律賓海與南海的海峽。為連通太平洋與南海的重要國際水道，也是西太平洋具有重要戰略意義的海域之一，船隻往來非常頻繁。海峽平均寬度約185公里，水深一般在2,000至5,000公尺之間，最深處達5,126公尺。海底地形起伏變化甚大，主要為華南大陸棚向東延伸，又有蘭嶼海脊、臺東海槽、花東海脊和馬尼拉海溝由東向西南北向平行分佈，海脊深度在2,400至2,600公尺之間，海床沈積物以沙質為主，另外受菲律賓海板塊和歐亞大陸板塊地質交互作用影響，巴士海峽還是一個地震多發區。巴士海峽是西北太平洋的大浪區之一，屬熱帶海洋性氣候。受大洋和大陸間季風的影響，海洋氣象特徵為高溫多雨，季風盛行，雷暴較多，熱帶氣旋影響頻繁，也是西太平洋生成的熱帶氣旋進入亞洲的路徑之一。
巴士海峽以北銜接臺灣的蘭嶼及臺灣南端恆春半島，以南銜接雅米島及巴丹群島，巴丹群島以南為巴布延群島，再往南則為呂宋島，巴士海峽以南群島均隸屬菲律賓管轄。巴丹群島和巴布煙群島之間為巴林塘海峽，巴布煙群島和呂宋島之間為巴布延海峽，此三海峽合稱為呂宋海峽。
自古以來，臺灣的蘭嶼與菲律賓的巴丹島，皆是靠著小舟往來。根據民族學的研究，兩地的原住民皆屬南島民族，有深厚的血緣關係，語言及傳統歌曲亦有高度的相似性；現今雙方雖分屬不同國家，已逐漸恢復交流。
目前本處的經濟海域劃分尚未協商，因此常發生菲律賓軍隊扣押臺灣漁民的行動，引發雙方外交上的衝突，尤其是在2013年廣大興事件發生後，雙方關係更為緊張。

## 外部連結
- Google地圖